# آنتوان لوران دنتان
آنتوان لوران دنتان (انگلیسی: Antoine Laurent Dantan; ۸ دسامبر ۱۷۹۸ – ۲۵ مهٔ ۱۸۷۸) مجسمه‌ساز اهل فرانسه بود.

## افتخارات
وی همچنین برندهٔ جوایزی همچون لژیون دونور (شوالیه) و جایزه بزرگ رم شده‌است.